# یکاترینبورگ ۲۷۷۳۶
سیارک ۲۷۷۳۶ (به انگلیسی: 27736 Ekaterinburg، نامگذاری:1990SA6) بیست و هفت هزار و هفتصد و سی و ششمین سیارک کشف شده‌است که در ۲۲ سپتامبر ۱۹۹۰ کشف شد.